# Lady (Lenny Kravitz)
Lady è l'ultimo singolo estratto dall'album Baptism del musicista rock Lenny Kravitz, uscito nel 2004. La canzone è stata scritta da Lenny Kravitz per la sua fidanzata dell'epoca Nicole Kidman. Inoltre la canzone è stata utilizzata per gli spot televisivi della catena di abbigliamento Gap.

## Classifiche
Lady è stato il singolo di maggior successo tratto da Baptism, anche se ha raggiunto al suo massimo soltanto la posizione #27 nella Billboard Hot 100.

## Il video
Il video di Lady diretto da Philip Andelman, vede Kravitz suonare la chitarra e cantare su un palco di forma circolare, mentre alcune donne danzano intorno a lui. Le luci su di lui cambiano intensità a seconda del tono della voce del cantante.

## Tracce
1. Lady
2. Storm (Just Blaze remix)